# Lucania (thema)
Lucania è stata una provincia civile-militare (thema) dell'Impero bizantino ubicata nella Lucania. Era una delle tre themata presenti in Italia. Creata nel 968 circa e sopravvisse fino a 1050 circa, quando venne conquistata dai normanni di Altavilla.

## Territorio
Il thema comprendeva all'incirca tutto il territorio della Lucania antica, infatti ne faceva parte la Calabria tirrenica settentrionale e parte dell'attuale provincia di Salerno. Il suo territorio era delimitato ad oriente dal golfo di Taranto, a nord dal monte Vulture e dalle montagne a meridione di Potenza, a occidente si estendeva fino al Tanagro e al Vallo di Diano mentre a nord-est raggiungeva il Basento. Politicamente era compresa tra i due themi di Calabria e Langobardia e i domini longobardi di Salerno e Benevento.

## Storia
Poche sono le notizie certe su questa entità amministrativa bizantina, la maggior parte degli storici concorda che il thema avrebbe avuto come capoluogo Tursi (Tursikon); il solo Ravegnani indica, Cassano; mentre Panebianco propone Rossano quale capoluogo, anche se quest'ultima viene ritenuta un'ipotesi poco convincente dal Bulgarella. In realtà Rossano ha ospitato per un breve periodo lo strategos del thema di Calabria. Di fatto, però, entrambe queste ultime due ipotesi cozzano con gli studi territoriali intrapresi dal Bevilacqua, dal Guillou e dal Bulgarella, poiché entrambe le città sono ubicate fuori dal territorio del thema di Lucania, ma nel vicino thema di Calabria.
Anche sulla data di fondazione le ipotesi divergono andando dal 940 al 968-969, o nel 975 in concomitanza con la riorganizzazione dell'Italia nel catepanato, o ancora al 1031.
Lo strategos Eustazio Skepides è attestato in Lucania nell'anno 1042. Venne sottoposto, a partire all'incirca dal 975, a un catapano, e il thema, assieme al thema di Langobardia e al thema di Calabria, venne inquadrato all'interno del Catepanato d'Italia. Il thema di Lucania comprendeva quattro tourmai (unità contenenti fino a 6.000 uomini): quello di Lagonegro, quello del Merkurion, quello di Latinianon e quello di Tursi suddiviso in droungoi (unità contenenti fino a 3.000 uomini) e bande amministrate da drongari e conti.
In seguito alla conquista normanna operata dagli Altavilla il thema, intorno al 1050, scomparve.